# Dita Von Teese
Dita Von Teese là một vũ nữ thoát y, người mẫu, nhà tạo mẫu thời trang, nhà văn và diễn viên nổi tiếng người Mỹ.

## Tiểu sử
Dita Von Teese tên khai sinh là Heather Renée Sweet, sinh ngày 28 tháng 9 năm 1972 tại Rochester, Michigan và là con thứ hai trong một gia đình có ba con gái. Mẹ của Von Teese đã từng là một thợ làm móng và cha cô là một thợ máy trong công ty chuyên sản xuất than chì. Dita Von Teese là người Mỹ lai Armenia, như cô đã nói trên Twitter.
Von Teese nổi tiếng với sự quyến rũ với phong cách trang điểm như những minh tinh điện ảnh thập niên 1940 cổ điển. Điều này bắt đầu khi cô còn nhỏ và được sự hướng dẫn của mẹ, bà luôn mua quần áo cho Von Teese. Mẹ của cô là một fan hâm mộ của những bộ phim cổ điển của ngành điện ảnh Mỹ, và lấy cảm hứng từ đó Von Teese đã bắt đầu yêu thích những diễn viên trong phim cổ điển, đặc biệt là Betty Grable.
Dita Von Teese bắt đầu học múa ba-lê cổ điển khi cô còn rất nhỏ, và đã tham gia biển diễn ba-lê solo từ năm 13 tuổi. Mặc dù cô mong muốn trở thành một vũ công ba-lê, Von Teese tâm sự: "Khi 15 tuổi, tôi đã rất giỏi như tôi luôn luôn như vậy". Von Teese sau đó đã vận dụng những tài năng này của mình vào những show diễn thoát y.
Gia đình của Von Teese chuyển đến sống tại quận Cam, California vì bố cô phải di chuyển công việc. Von Teese đã đến học tại trường Đại học Irvine, California. Ở trường cô được học về Lịch sử thời trang và được làm việc như một stylist cho những bộ phim thời đó. Von Teese cũng là một nhà thiết kế thời trang và cũng là người mẫu cho những mẫu thiết kế của mình.

## Sự nghiệp

### Người mẫu
Von Teese có những bước tiến nổi bật trong ngành thời trang và được biết đến như một người mẫu cho những bộ corset. Sau nhiều năm mặc corset vòng eo tự nhiên của Von Teese từ 22 inch (56 cm) nhỏ gọn lại với kích thước 16,5 inch (42 cm).
Von Teese xuất hiện trên nhiều tạp chí trong đó phải kể đến Bizarre và Marquis. Cũng trong khoảng thời giang đó, cô xuất hiện trên trang bìa của quyển sách The Seductive Art of Japanese Bondage được viết bởi tác giả Midori.
Von Teese xuất hiện trên tạp chí Playboy vào những năm 1999, 2001 and 2002.

### Vũ nữ thoát y

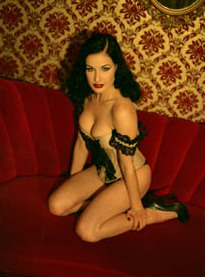
Von Teese là một vũ nữ thoát y gợi cảm

Von Teese nổi tiếng nhất trong vai trò một vũ nữ và cô được mệnh danh là "Nữ hoàng thoát y". Cô bắt đầu biểu diễn thoát y từ năm 1992 và đã tạo được nhiều chú ý, và giúp cho ngành nghề thoát y trở nên nổi bật hơn.
Sự nghiệp thoát y của Dita Von Teese có nhiều bước tiến nổi bật. Cô đã từng xuất hiện trong một buổi lễ của Trường Nghệ thuật New York và chỉ khoác trên người những viên kim cương có tổng trị giá 5 triệu đô-la Mỹ. Trong năm 2006, Von Teese xuất hiện trong cuộc thi America's Next Top Model (mùa thứ 7) để giúp đỡ những thí sinh - người mẫu tương lai và tham gia cùng họ chụp những hình ảnh gợi cảm trong những pose hình cho cuộc thi. Trong năm 2007, Von Teese đã biển diễn tại một sự kiện của ngành giải trí người lớn Erotica 07 ở cùng với ban nhạc Rock đến từ Ý Belladonna.
Quyển sách đầu tiên của Von Teese nói về suy nghĩ của cô về nghề thoát y và thế giới thời trang, Burlesque and the Art of the Teese/Fetish and the Art of the Teese, được xuất bản vào năm bởi HarperCollins.
Von Teese xuất hiện trong Cuộc thi hát toàn Chân Âu năm 2009 tại Moscow, Nga và nhảy múa biểu diễn cho đội Đức trong bài hát "Miss Kiss Kiss Bang."

### Diễn xuất
Khi vừa bước vào nghề, Von Teese đã từng tham gia vào những bộ phim khiêu dâm Romancing Sara, Matter of Trust, Pin Ups 2 và Decadence. trong đó cô mang tên Heather Sweet.
Những năm gần đây Von Teese xuất hiện trong những bộ phim có tính chất lành mạnh hơn, như trong năm 2005 bộ phim ngắn The Death of Salvador Dali, được viết kịch bản bởi Delaney Bishop, đã giành chiến thắng với giải phim chiếu rạp hay nhất và kịch bản phim hay nhất trong các liên hoan phim, trong đó phải kể đến Liên hoan Phim SXSW, Liên hoan Phim Raindance và Liên hoan Phim Mill Valley. Cô cũng giành giải Nữ diễn viên xuất sắc nhất tại Beverly Hills Film Festival. Cô cũng được đề cao trong hai phim Saint Francis và The Boom Boom Room, cả hai đều được công chiếu trong năm 2007.
Dita Von Teese cũng từng xuất hiện trong một vài video ca nhạc, như video ca nhạc của ban nhạc Green Day mang tên "Redundant", và video ca nhạc "Zip Gun Bop" của ban nhạc Royal Crown Revue, video ca nhạc của Agent Provocateur trong đó họ hát lại ca khúc của Joy Division mang tên "She's Lost Control", và Von Teese biểu diễn thoát y trong một ly Martini lớn trong video ca nhạc "Mobscene" của Marilyn Manson.
Tuy nhiên, Von Teese đã trả lời rằng diễn xuất không phải là mục tiêu chính của cô và cô chỉ luôn nhận những vai diễn mà cô cảm thấy thích. Trong năm 2011, Von Teese là ngôi sao khách mời trong loạt phim truyền hình CSI: Crime Scene Investigation mùa thứ 11: tập 12 có tên "A Kiss Before Frying" trong đó cô diễn vai của chính mình và lấy tên Rita von Squeeze. Nhân vật của cô đã quyến rũ Greg Sanders (Eric Szmanda), một cảnh sát trong phim.

### Người mẫu thời trang
Von Teese xuất hiện trên nhiều nhãn hàng thời trang nổi tiếng  và cô thường hay mặc đồ của hai nhà thiết kế thời trang nổi tiếng Christian Dior và Marc Jacobs. Cô cũng từng biểu diễn catwalk.
Trong một cuộc trả lời phỏng vấn, Von Teese đã trả lời rằng cô chưa bao giờ có một stylist. "Một lần nọ tôi đã thuê một stylist cho riêng mình, người đó đã chọn một đôi giày cổ điển thập niên 1940 đem đến cho tôi và nói: 'Những thứ này sẽ làm cô trông rất đáng yêu khi mặc với quần jeans.' - và tôi lập tức mời họ rời khỏi đó". Von Teese tự trang điểm cho mình, và tự nhuộm mái tóc vàng óng của mình thành màu đen tại nhà.

## Đời sống cá nhân
Von Teese sống ở Hollywood và Paris. Cô là một nhà sưu tập đồ cổ, cô có những bộ đồ uống trà cũ  và chạy những chiếc xe cổ như Packard One-Twenty sản xuất năm 1938, Ford Super De Luxe sản xuất năm 1946 , hai chiếc BMW Z4 và Jaguar S-type. sản xuất năm 1964. Cô cũng từng là chủ nhân của chiếc Chrysler New Yorker sản xuất năm 1939 (1997-12/2010).
Von Teese đã từng hẹn hò với thành viên hát bè và guitar của nhóm nhạc Social Distortion, Mike Ness và diễn viên Peter Sarsgaard. Dita cũng từng có một mối quan hệ đồng tính với một người phụ nữ vào năm cô 20 tuổi. Bây giờ Von Teese đang hẹn hò với một nhà quý tộc Pháp, Louis-Marie de Castelbajac.
Dita Von Teese cũng đã từng phẫu thuật thẩm mỹ, cô nói rằng cô đã nâng ngực và làm nốt ruồi giả.

### Hôn nhân với Marilyn Manson
Marilyn Manson đã từng là một fan hâm mộ và thành viên trên website của Von Teese. Họ gặp nhau lần đầu khi Marilyn Manson mời cô tham gia vào một video ca nhạc của anh. Mặc dù Von Teese không thể tham gia nhưng cả hai vẫn giữ liên lạc. Vào sinh nhật lần thứ 32 của Manson năm 2001, Von Teese đã mang theo một chai rượu absinthe và cả hai bắt đầu hẹn hò. Manson cầu hôn Von Teese ngày 22 tháng 3 năm 2004 và trao cho cô một chiếc nhẫn đính hôn kim cương được thiết kế theo kiểu châu Âu với những vết cắt tròn 7 cara (1,4 g). Vào ngày 28 tháng 11 năm 2005, họ đã có một lễ cưới bí mật tại nhà chỉ với những thành viên trong hai gia đình.
Tiệc mừng hoành tráng cho lễ cưới diễn ra vào ngày 3 tháng 12 tại Lâu đài Gurteen ở Kilsheelan, quận Tipperary, Ireland - tại nhà của một người bạn của cả hai, Gottfried Helnwein. Người làm lễ trong đám cưới là nhà làm phim siêu hiện thực và nghệ sĩ sáng tác truyện tranh Alejandro Jodorowsky.
Ngày 29 tháng 12 năm 2006, Von Teese nộp đơn ly dị Manson lên toàn án với lý do "những bất đồng không thể hòa giải". Von Teese rời khỏi nhà với tay không đeo nhẫn vào đêm Giáng Sinh, và đã không hề liên lạc với Manson khi đến tòa án để giải quyết ly hôn. Trong một cuộc phỏng vấn với tờ Daily Telegraph, Von Teese đã nói "Tôi không chấp nhận thói quen tiệc tùng của Marilyn Manson và cả việc anh ấy có quan hệ với người phụ nữ khác. Tôi đã nói vậy với Marilyn nhiều lần nhưng Marilyn Manson không hề thay đổi. Cuối cùng, khi chúng tôi chia tay nhau, tôi thậm chí đã trở thành kẻ thù của anh ấy".

## Các phim đã tham gia
| Năm  | Tựa phim                                 | Vai diễn                                     | Ghi chú                                                                 |
| ---- | ---------------------------------------- | -------------------------------------------- | ----------------------------------------------------------------------- |
| 1995 | Romancing Sara                           | Allison                                      |                                                                         |
| 1997 | Matter of Trust                          | Girl with C.T.                               |                                                                         |
| 1999 | Pin-Ups 2                                |                                              |                                                                         |
| 2000 | Decadence                                |                                              |                                                                         |
| 2001 | Slick City: The Adventures of Lela Devin |                                              |                                                                         |
| 2001 | Tickle Party: Volume 2                   |                                              |                                                                         |
| 2002 | Bound in Stockings                       |                                              |                                                                         |
| 2002 | Naked and Helpless                       |                                              |                                                                         |
| 2004 | Blooming Dahlia                          | Elizabeth Curt                               |                                                                         |
| 2004 | Lest We Forget: The Video Collection     | Cô gái trong ly rựu Maritini                 |                                                                         |
| 2005 | The Death of Salvador Dali               | Gala                                         | Danh hiệu Nữ diễn viên xuất sắc nhất trong Liên hoan Phim Beverly Hills |
| 2006 | Saint Francis                            | Soul, Pica Bernard                           |                                                                         |
| 2007 | Indie Sex: Extremes                      | Dita Von Teese                               | Phim tài liệu                                                           |
| 2007 | The Boom Boom Room                       | Adeline Winter                               |                                                                         |
| 2011 | CSI: Crime Scene Investigation           | Agnes / Ellen Whitebridge / Rita von Squeeze | "A Kiss Before Frying" (mùa thứ 11: tập 12)                             |